# Conselho Internacional de Críquete
O Conselho Internacional de Críquete (International Cricket Council, ICC em inglês) é a organização esportiva que regula os maiores campeonatos internacionais de críquete. Sua sede fica em Dubai. O ICC organiza a Copa do Mundo de Críquete a cada quatro anos desde 1975.

## História
Em 15 de junho de 1909 representantes de Inglaterra, Austrália e África do Sul se reuniram e fundara o Imperial Críquete Council. A associação tinha como principal objetivo promover o críquete dentro do Império Britânico e de suas colonias. Índia, Nova Zelândia e Índias Ocidentais (também conhecida como seleção do Caribe) foram eleitos como Membros Plenos em 1926, dobrando o número de países que jogam os chamados Test Match de três para seis. 
Esse ano foi também feita uma mudança no conselho, que incluiu a permissão para se realizar eleições, para serem criadas confederações e associações que tenham como finalidade promover o críquete a nível regional.
Após a formação do estado do Paquistão em 1947, o pais recebeu status de nação apta a jogar partidas test internacionais de críquete (devido ao aumento de países praticantes do esporte que não se restringia mais apenas ao Reino Unido). Com a criação desse novo órgão, foram criadas também novas regras para permitir a eleição de países de fora da Commonwealth. Isso levou à expansão da Conferência, com a admissão de membros associados. Associados foram tendo cada um direito a um voto, enquanto a Fundação e os Full Team tinham direito a dois votos em resoluções do TPI.
Membros da Fundação manteve um direito de veto. O Sri Lanka foi admitido como membro pleno em 1981, retornando o número de países aptos a jogar Test para sete. E finalmente em 1989, novas regras foram adotadas e Conferencia Internacional de Críquete mudou seu nome para o nome atual, o Conselho Internacional de Críquete. A África do Sul, foi reeleito como membro pleno do TPI, em 1991, após o fim do Apartheid, o que foi seguido em 1992 pela admissão de Zimbabwe como a nona seleção apta a jogar Test. Bangladesh foi admitida como a décima seleção apta a jogar Test em 2000.